# Robert Gall
Pour les articles homonymes, voir Robert Gall (homonymie) et Gall.
Robert Gall est un artiste-peintre alsacien, né Robert Emile Martin Gall le 8 janvier 1904 à Colmar, et mort dans la même ville le 29 septembre 1974, des suites d’un cancer de l’estomac. Connu pour ses peintures murales au Mont Sainte-Odile, il doit essentiellement sa notoriété à ses nombreuses réalisations dans le domaine de l’art sacré, mais aussi à ses dons de dessinateur et d’illustrateur. Il a également été enseignant tout au long de sa carrière. Il s’est beaucoup investi dans la conservation du patrimoine de sa ville et de sa province.

## Biographie

### Origine familiale
Son père Émile Martin Gall (1868-1927) était instituteur, et sa mère Mathilde Schoenewerk (1868-1960), au foyer, aimait la musique (et le chant).
Il est l’aîné d’une fratrie de trois enfants, avec un frère Émile (1905-1935) et une sœur Mathilde (1908-2009).

### Formation
Après des études secondaires au Lycée Batholdi de Colmar où il obtient son « Certificat d’Études Secondaires 1erCycle », Robert Gall entre à l’École des Arts Décoratifs de Strasbourg en section « Peinture décorative » – il bénéficie de l’enseignement de Georges Daubner (1865-1926) – où il obtient son diplôme avec une mention Bien et le Prix de la Ville (1924).
En 1925, il obtient la première médaille à l’École Nationale des Arts Décoratifs de Paris (année scolaire 1924-1925). Reçu au concours d’entrée à l’École Nationale Supérieure des Beaux-Arts, en tant qu’élève titulaire, il entre dans l’atelier de Jean-Pierre Laurens (1875-1932) dont il suit les cours jusqu’à 1926.
Souhaitant compléter sa formation dans le domaine de l’art religieux, Robert Gall entre fin 1926 aux Ateliers d’art sacré de Maurice Denis (1870-1943) et de George Desvallières (1861-1950).
Compagnon des Ateliers d’Art Sacré, Robert Gall participe aux travaux de ses maîtres en région parisienne, puis en Alsace (église Sainte-Barbe de Wittenheim avec Desvallières et église Sainte-Odile de Lapoutroie avec Denis) et restera en contact avec eux jusqu’à leur mort, comme le confirme leur correspondance.

### Famille et amis
Très attaché à sa région natale, Robert Gall revient en Alsace et s’installe définitivement à Colmar. Il épouse en février 1930, Carmen Jacobs (21 août 1900-26 février 1989), rencontrée à l’École des Arts Décoratifs de Strasbourg, et qui avait comme lui suivi les cours aux Ateliers d’art Sacré à Paris. Le couple aura trois filles : Geneviève (1931), Odile (1932-2024) et Catherine (1936-2023). Ils vivront toute leur vie, 12 rue Charles Grad à Colmar, où l’artiste avait son atelier, construit en 1935.
De caractère très sociable, et aimant le travail de groupe, Robert Gall nouera des amitiés fidèles, qui se traduisent parfois en collaboration professionnelle, comme avec son ami d’enfance Pierre Schmitt (1902-1998).
Son réseau relationnel comprend de nombreux hommes d’église, prêtres ou animateurs engagés, comme le frère Médard (1899-1988) attaché au FEC (Foyer des Étudiants Catholiques) à Strasbourg. Il est aussi lié à de nombreux artistes alsaciens, parmi lesquels on peut citer Hansi.

### Seconde guerre mondiale
La seconde guerre mondiale marque une période charnière dans sa vie.

#### Été 1944
Au début des vacances scolaires, Robert Gall quitte Colmar pour Labaroche, une commune très étendue dans les Vosges où il s’installe avec sa famille dans une ferme isolée « pour que les Allemands ne l’occupent pas » à la demande de sa propriétaire, amie de la famille et obligée de quitter l’Alsace. Durant cette période, Robert Gall produit un grand nombre de dessins (voir ci-dessous Œuvres graphiques et illustrations).

#### Automne 1944
Une partie de la France est déjà libérée. À Labaroche, les habitants entendent passer au-dessus de leurs têtes les vagues de bombardiers alliés qui vont vers Allemagne. Les canonnades et les tirs croisés au sol sont de plus en plus intenses entre l’armée de libération qui avance dans Labaroche et l’armée allemande qui recule. Des Nebelwerfer sont installés sur les hauteurs non loin de la ferme et font un bruit assourdissant.
Les Allemands expulsent les habitants de leurs maisons. L’isolement de la ferme incite certaines personnes des alentours à demander asile à Robert Gall, qui les accueille. Deux d’entre eux sont des soldats déserteurs de la Wehrmacht, incorporés de force. Jusqu’à dix-neuf personnes se trouvent alors sous le toit de la vieille ferme.
L’armée allemande incendie systématiquement les fermes lors de son recul afin qu’elles ne puissent pas servir d’abri à l’armée de libération qui avance. Ces incendies permettent aux habitants de la ferme de suivre le déplacement de la ligne de front.
L’espoir de voir arriver la fin de la guerre grandit. L’environnement proche se retrouve pris dans les combats et la ferme ainsi que la petite cave sont aménagées pour protéger au mieux tous ses habitants.
Robert Gall transmet des informations (mouvements et positions des troupes…) aux responsables des maquis de la vallée de Munster (Zimmerbach) et du fond de la vallée d’Orbey.

#### Hiver 1944 - 1945
Les combats sur Labaroche s’intensifient encore en décembre 1944. Toute la maisonnée est alors expulsée à son tour par les Allemands mi-janvier 1945.
Robert Gall et sa famille doivent retourner dans leur foyer à Colmar encore sous occupation allemande. Colmar sera libéré par les alliés le 2 février 1945.

#### Après la libération
En mai 1945, grâce au directeur de la prison Colmar-Logelbach, Robert Gall rencontre le peintre allemand Otto Dix (1891-1969), alors prisonnier de guerre. Sous prétexte de travaux de jardinage, Otto Dix vient travailler régulièrement dans l’atelier de Robert Gall, où il exécute l’esquisse préparatoire pour le triptyque de la « Madone aux barbelés ». L'oeuvre sera acquise des années plus tard par la ville de Berlin. Louis-Paul Mathis, ami proche de Robert Gall précise : « La composition du triptyque montre le paysage vosgien avec le Grand et le Petit Hohnack, le blanc clocher de Logelbach qu'Otto Dix voyait de son camp de prisonnier ».
Par la suite, les deux hommes ont la possibilité de quitter l’atelier et de se rendre dans les environs de Colmar et dans les Vosges où ils réalisent des dessins sur plusieurs sujets en commun tels que la Poche de Colmar, le lieu dit de Saint Gilles et les Vosges. Ensemble, ils travaillent dans un atelier lithographique pour la conception et l’exécution du projet d’une affiche pour la venue du Général De Gaulle pour célébrer la libération de Colmar. Louis-Paul Mathis parle d’une « osmose artistique ». Otto Dix admire le retable d’Issenheim au Musée Unterlinden et partage avec Robert Gall le même intérêt pour Grünewald.
La rencontre entre les deux hommes et leur complicité se muent en une amitié profonde, attestée par leur correspondance après la guerre et jusqu’à la mort d’Otto Dix.

### Enseignement, pédagogie et transmission de son amour du patrimoine
Robert Gall a été professeur de dessin toute sa vie.
D’octobre 1931 à juillet 1939, il enseigne au collège Saint André de Colmar (classes de la 5e à la 3e). D’octobre 1940 à mars 1945, il travaille à la Matthias Grünewald Schule (nom du Lycée Batholdi sous l’occupation) à Colmar. Au lendemain de la guerre, il enseigne au Lycée des jeunes gens de Colmar. Il travaille au Lycée de Munster, comme maître auxiliaire de septembre 1961 à juin 1962, puis pendant cinq ans au Collège Victor Hugo de Colmar (septembre 1962 à juin 1966), et à nouveau au Lycée de Munster de septembre 1966 à décembre 1969 année de sa retraite.
La guerre terminée, il s’investit beaucoup dans la vie culturelle de sa ville et participe à des expositions. Par l’enseignement, des visites au Musée Unterlinden, des publications et des conférences, il fait partager son admiration pour Matthias Grünewald et son retable.
Très sensible au patrimoine de sa ville, il soutient aussi la restauration du Quartier des Tanneurs à Colmar et s’investit dans la transmission du patrimoine local et régional.

## Œuvres
Si Robert Gall a peint relativement peu de tableaux de chevalets, il a été un décorateur extrêmement prolifique et un infatigable dessinateur.

### Art monumental
Robert Gall a œuvré et milité pour le renouveau de l’art religieux en Alsace. Il a été l’un des fondateurs de la Société des artistes chrétiens d’Alsace en 1934. Il a reçu de très nombreuses commandes pour des lieux de cultes alsaciens (peintures murales, chemins de croix, vitraux). Son activité dans le domaine de l’art religieux monumental, qui couvre une longue période (1930-1960), s’interrompt dans le contexte du Concile de Vatican II, son style ne correspondant plus aux nouvelles orientations du goût du clergé.
S’il a réalisé des peintures murales dans beaucoup d’églises, une grande partie d’entre elles ont hélas aujourd’hui disparues, jusqu’à des destructions récentes comme le chemin de croix de la chapelle de la clinique Sainte-Thérèse de Colmar.
Parmi les rares peintures conservées in situ, on peut citer celles de l’église Saint Martin de Walheim (1930), dans la chapelle du Calvaire d’Obernai (1937), à l’église Sainte Rose de Lima à Rosenwiller (1943-1947), et surtout le chemin de croix et les peintures de l’église Saint-Nicolas Ruelisheim (1951-1953).
Robert Gall a créé des cartons de vitraux exécutés sous sa conduite, en collaboration avec le peintre-verrier Léon Kempf (actif à Logelbach de 1936 à 1967). Il peignait la grisaille lui-même. On peut citer, parmi ses réalisations dans ce domaine, des verrières dans les églises Saint-Lambert de Vendenheim (1936), Sainte-Anne de Turckheim (1952), Saint-Léger de Munster (1953, classé Monument historique), Saint-Michel de Bourbach-en-Haut (1956-1957), Saint-Jean-Baptiste de Traubach-le-Haut (1956). Il est également l’auteur d’une série de verrières commandées par une église en Louisiane (USA), St Peter de Carencro (1949).
La production de Robert Gall ne s’est pas limitée à l’art religieux. Il a exécuté quelques décorations monumentales de salles publiques, ainsi que deux verrières offertes par la ville de Colmar à la ville de Bâle en 1946, intitulées : A Bâle sa voisine charitable et Ce n'est pas par la violence que l'humanité progresse.

### Mont Sainte-Odile
Robert Gall va pleinement exprimer son admiration pour l’Hortus Deliciarum d’Herrade de Landsberg dans des copies à grande échelle, de ses célèbres illustrations, peintes sur les murs du monastère du Mont Sainte-Odile, qu’admirent toujours les pèlerins aujourd’hui.
Ses interventions dans différents espaces (notamment chapelle de la Croix, chapelle Saint-Jean-Baptiste, salle des Pèlerins) s’échelonnent de 1934 à 1951, prolongées par des restaurations entreprises par ses soins au début des années soixante-dix.
Il travaille sur ce chantier sous la direction de l’architecte Robert Danis et avec la complicité de Mgr Brunissen.

### Œuvres graphiques et illustrations
Ses nombreux dessins, encore largement inédits, sont issus de ses déplacements en Alsace, ailleurs en France et à l’étranger.
Sa pratique de l’art graphique (crayon, plume, lavis) le mène à de nombreuses créations dérivées : ex-libris, étiquettes de vin, illustrations, héraldique, affiches.
Parmi ses dessins remarquables, deux séries sont issues de la seconde guerre mondiale.
Durant les vacances d’été 1944, l’Alsace n’est pas encore libérée, les forces allemandes encore présentes, Robert Gall quitte Colmar pour se retirer dans une ferme isolée à Labaroche dans les Vosges. Jour après jour, il dessine toutes les croix en bordure des chemins, ainsi que les maisons et leurs abords. Dès la fin de la guerre, il revient sur ces lieux ayant particulièrement souffert lors de la bataille de Labaroche et dessine à nouveau ces croix et fermes détruites. L’ensemble de ses dessins sera publié à titre posthume sous le titre Croix champêtre et habitat rural à Labaroche.
A l’issue de la guerre, les Armées de la Libération s’approchent de Colmar. Le 2 février 1945, le Général Schlesser entre dans la ville, c’est la libération de la cité. Ce dernier invite Robert Gall à se rendre sur les sites des rudes combats de la « Poche de Colmar » afin de dessiner les scènes de bataille sur les indications données par le Général. Ces dessins sont publiés dans l’album Le Calvaire de la Victoire, en Alsace après la tempête.

## Publications
Robert Gall a écrit un ouvrage sur le retable d’Issenheim :
- Schlussel zum Issenheimer Altar (1960, 1964, réédit. 1975)

Robert Gall a aussi collaboré à l'édition des ouvrages illustrés suivants :
- Hans Karl Abel, Do lacht mi Elsass, Lyrisches Epos von, Verlag Alsatia AG Kolmar, 1941.
- Pierre Schmitt, Le Calvaire de la Victoire, en Alsace après la tempête (1946), Strasbourg, édition des « Dernières Nouvelles de Strasbourg » 1946 (avec un avant-propos de Georges Lecomte, secrétaire perpétuel de l’Académie Française).
- Pierre Schmitt, La Montagne Sainte-Odile, haut-lieu d’Alsace, éditions Alsatia, Strasbourg, 1973.
- Croix champêtre et habitat rural à Labaroche, éditions Edira, Katzenthal, 1983.